# Тугтупит
Тугтупи́т (англ. Tugtupite), олений камень — редкий коллекционный минерал класса силикатов, фельдшпатоид, силикат натрия, алюминия и бериллия. Название дано по урочищу в Гренландии и означает «олений камень» (не путать с оленным камнем).

## Свойства
Камень часто пятнистый из-за включений других минералов. Встречается в виде мелких кристаллов, зернистых и сплошных масс. Продукт гидротермальных процессов, образуется в нефелиновых сиенитах и осадочных породах. В длинноволновом ультрафиолетовом излучении проявляет яркую оранжевую флюоресценцию. Цвет камня становится более бледным при хранении в темноте (на свету цвет восстанавливается). Состав (%): Na — 19,66; Al — 5,77; Be — 1,93; Si — 24,02; Cl — 7,58; O — 41,05. По свойствам близок к содалиту.
Открыт в 1960 (по другим данным — в 1962) году на юге Гренландии. Помимо Гренландии встречается также в России (Кольский полуостров) и Канаде. Встречается Тугтупит редко, может использоваться в качестве поделочного камня, гранится в виде кабошонов. Ценится коллекционерами минералов.